# Philogethes
Philogethes là một chi bướm đêm thuộc họ Erebidae.

## Loài
- Philogethes metableta Turner, 1939